# Immunreaktiver Score
Der immunreaktive Score  (IRS) ist eine Bewertungsskala zur Quantifizierung von Progesteron- und Östrogenrezeptoren in den Zellkernen von Tumorzellen. Der Score dient daher der Klassifizierung von Mammatumoren in der Immunhistochemie (Immunhistochemischer Hormonrezeptornachweis).
Entnommenes Gewebe wird für die Immunfärbung fixiert und vorbereitet und dann mit POD-markierten Antikörpern gegen die jeweiligen Rezeptoren inkubiert. Nach erfolgter Farbreaktion kann die Anwesenheit der Rezeptoren im Zellkern an der Einfärbung erkannt werden. Die Werte für den Score ergeben sich nach Auswertung und Zählung der gefärbten Zellen (IS = engl. staining intensity, dt. Farbintensität) multipliziert mit dem Anteil positiver Zellen (PP = percentage points, dt. Prozentpunkte).
| Färbeintensität | Färbeintensität   | Positive Zellen | Positive Zellen      |
| --------------- | ----------------- | --------------- | -------------------- |
| 0               | keine Reaktion    | 0               | keine                |
| 1               | schwache Reaktion | 1               | weniger als 10 %     |
| 2               | mäßige Reaktion   | 2               | zwischen 10 und 50 % |
| 3               | starke Reaktion   | 3               | zwischen 51 und 80 % |
|                 |                   | 4               | mehr als 80 %        |

| IRS  | IRS             |
| ---- | --------------- |
| 0–2  | negativ         |
| 3–4  | schwach positiv |
| 6–8  | mäßig positiv   |
| 9–12 | stark positiv   |